# U-102号潜艇 (1940年)
U-102号（德語：U 102）是纳粹德国战争海军建造的二十四艘VII-B型潜艇（或称U艇）之一。它由基尔的日耳曼尼亚船厂承建，于1940年3月21日下水，至同年4月27日交付使用。第二次世界大战期间，该艇曾执行过一次巡逻作战，仅击沉1艘容积总吨为5,219吨的英国货轮。1940年7月1日，U-102号在爱尔兰西南部的北大西洋遭英国驱逐舰范西塔特号以深水炸弹击沉，艇内43名官兵全数阵亡。

## 设计
由于原有VII-A型潜艇的燃料容量有限而导致航程不足，战争海军于1936年又设计建造了24艘VII-B型潜艇作为改进版。为了提高操纵性和转向性能，他们在两副螺旋桨后部设计了两片舵，并增大舵面面积。VII-B型艇的内部空间更大，因此可在外部鞍状水舱内多装载33吨燃油。这种燃料舱是“自动加注”的——当柴油不断被消耗时，海水也不断进入该水舱以补偿浮力。艇艏和艇艉还设有纵倾平衡水舱，通过调整两端水量来防止潜艇在水下可能产生的纵倾和横摇。作为VII-B型艇，U-102号的全长增加了两米，达到66.50米，舷宽6.20米、高9.5米，并有4.74米的吃水深度，水上和水下排水量分别为753吨和857吨。该艇采用双轴设计，具有两副直径为1.23米的三叶螺旋桨。动力由两台日耳曼尼亚生产的F46型六缸四冲程1,400匹公制馬力（1,000千瓦特）涡轮增压柴油机用于水面运行，以及两台AEG提供的GU 460/8-276型375匹公制馬力（280千瓦特）双作用电动发电机用于水下航行；水面最高航速17.9節（33.2每小時），水下8節（15每小時）；能够在水面以10節（19每小時）航速续航8,700海里（16,100），或以4節（7.4每小時）连续在水下航行90海里（170）而无需充电。
武器装备方面，U-102号装备有五具内置式鱼雷发射管——艇艏四具、艇艉一具。相较于VII-A型艇，其艇艉的鱼雷发射管设计在耐压壳体内部、两片舵之间，鱼雷可以由此向外发射。在轮机舱甲板下方还配备了用于艇艉的鱼雷装填系统，耐压壳体与甲板室之间一前一后还设计有外置鱼雷贮存装置，因此U-102号的鱼雷储备和发射能力也得以提升，可携带14枚G7型鱼雷或最多26枚TMA型水雷（TMB型则为39枚）。此外，该艇还搭载有一门配备220发弹药的88毫米35式速射炮以及一门配备1,195发弹药20毫米30式高射炮作为甲板炮。其标准船员编制为4名军官及40－56名水兵。

## 历史
1937年12月15日，海军造舰局根据《英德海军协定》的要求，再度将四艘VII-B型潜艇（U-99至U-102号）的建造合同发包予基尔的日耳曼尼亚船厂。其中U-102号于1939年5月22日开始铺设龙骨，建造序列为596。经过十个月的建造，它于1940年3月21日下水，至同年4月27日在曾担任U-4和U-20号艇长的海军上尉哈罗·冯·克罗特-海登费尔特的指挥下交付使用。完成海试后，该艇加入驻基尔的第7潜艇区舰队，先是在波罗的海进行战备训练，进而自1940年6月起作为前线艇服役，直到一个月后沉没。
第二次世界大战期间，U-102号曾执行过一次巡逻，仅击沉1艘英国货轮，累计总吨位为5,219吨。

### 巡逻及沉没
1940年6月22日，U-102号在克罗特-海登费尔特上尉的领导下离开基尔执行首次暨唯一一次巡逻。穿过威廉皇帝运河后，该艇前往北大西洋的菲尼斯特雷角附近游弋。九天后，即7月1日11:55，SL-36号护航队中英国货轮克利尔顿号在韦桑岛以西约180海里（330）处被克罗特-海登费尔特发射的鱼雷击中并受损。13:25，这艘已经掉队的船只再次遭到潜艇鱼雷击中，并在斯莫尔斯对开海面沉没。
为响应克利尔顿号的求救信号，正在该地区巡逻的英国驱逐舰范西塔特号立即赶赴现场。一小时后，该舰通过潜艇探索器（Asdic）发现了U-102号，并向100至150米的深度发动两次攻击，共投掷出11枚深水炸弹。此后，潜艇便从雷达上消失，范西塔特号遂前往救起克利尔顿号的船长、24名船员和1名炮手，继而再返回攻击地点，发现了大片油污。它继续在该海域执勤，直到7月2日晚，发现现场的油污仍持续上浮。经过战后比对德国和英国的记录，英国海军历史学家得出结论，U-102号实际上是在其首次任务的第九天便在48°33′N 10°26′W / 48.550°N 10.433°W处遭范西塔特号击沉，艇内43名官兵全数阵亡。

## 袭击历史摘要
| 日期         | 船名       | 船籍 | 吨位  | 结局 |
| ------------ | ---------- | ---- | ----- | ---- |
| 1940年7月1日 | 克利尔顿号 | 英国 | 5,219 | 击沉 |

## 脚注
1. 1 2  加洛普，第72頁.
2. ↑  威廉生，第10頁.
3. 1 2  Gröner 1991，第43–44頁.
4. 1 2  . U-Boot-Archiv.   [2024-10-04]. （原始内容存档于2024-12-08）.
5. 1 2  Helgason, Guðmundur. . German U-boats of WWII - uboat.net.   [2024-10-04].
6. 1 2  Helgason, Guðmundur. . German U-boats of WWII - uboat.net.   [2024-10-04]. （原始内容存档于2024-12-08）.
7. ↑  Helgason, Guðmundur. . German U-boats of WWII - uboat.net.   [2024-10-04]. （原始内容存档于2020-11-24）.
8. ↑  Blair，第215–216頁.